# ウニバーシューム

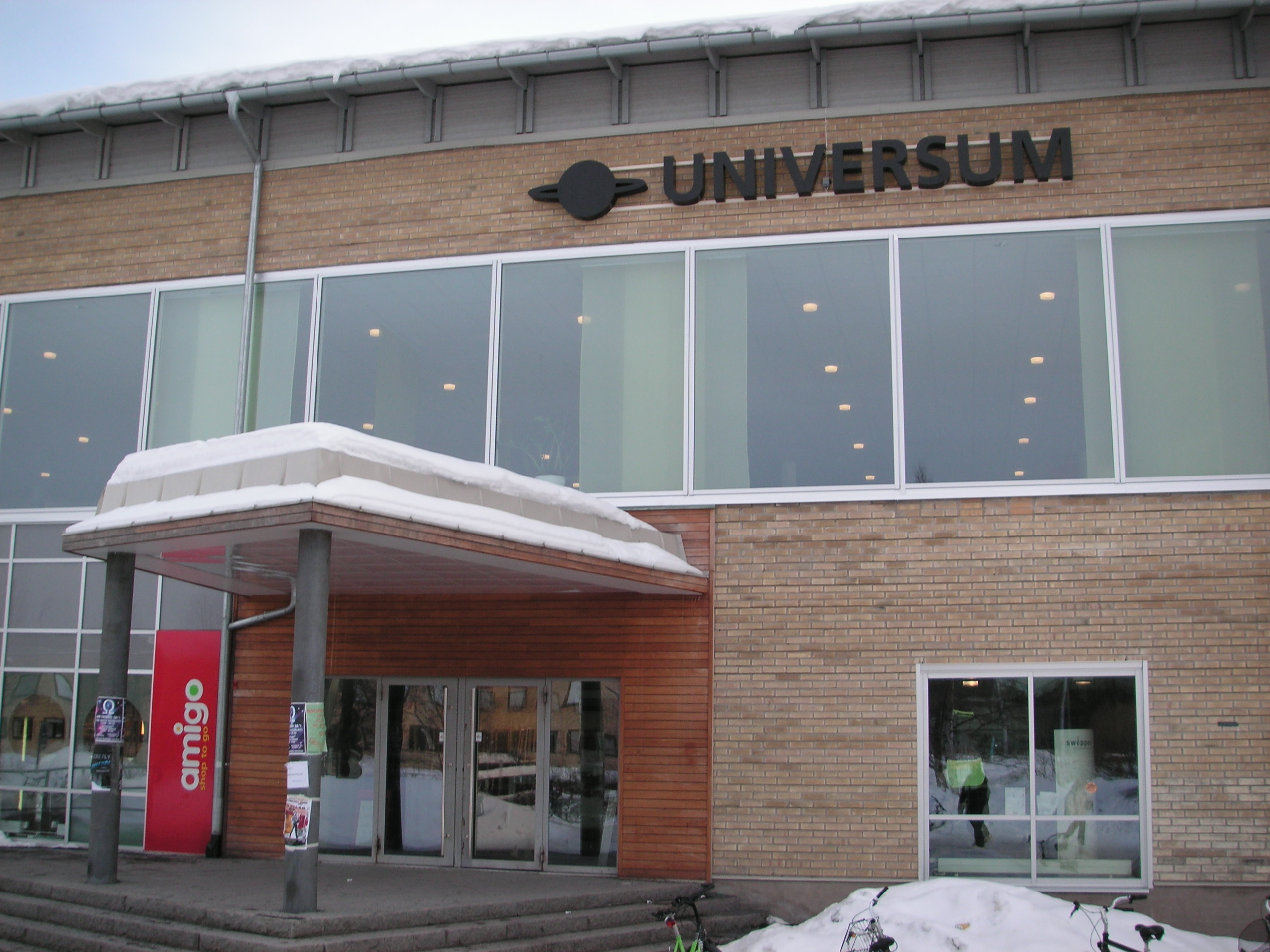
ウニバーシュームの入り口

ウニバーシューム（スウェーデン語: Universumhuset）とは、ウメオ大学のキャンパス内にある建物である。建物の中には座席数1000席の「アウラ・ノルディサ」講堂（Aula Nordica）や学生自治会の事務所、レストランやカフェテリア、グループ学習室などがある。ウニバーシューム・フーセットとは宇宙の家という意味であり、コミュニティ・センターとして設計された。建物は国有不動産管理会社のアカデミスカ・フース （Akademiska Hus）が所有している。

## 歴史
ウニバーシュームの最初の建物が完成したのは1970年である。現在の講堂はアルキノーバ社（Arkinova）が設計し、1996～1997年に拡張工事が行われた。最近では2006年9月に改築工事が完了した。

## 店舗
ウニバーシュームには以下のような店舗が入居しており、英国のコンパスグループの現地法人が運営しているようである。
- レストラン「リンゴン」（Restaurang Lingon、リンゴンベリー[2]） - ランチは75クローナ。
- レストラン「ユートゥローン」（Restaurang Hjortron、クラウドベリー[2]） - アラカルト。
- カフェ「ブルーバール」（Café Blåbär、ブルベリー[2]）
- 「アミーゴ」（Amigo）- サラダ、サンドイッチ、菓子、新聞・雑誌。